# آبشار مینرز
آبشار مینرز (به انگلیسی: Miners Falls) آبشاری است که در میشیگان، ایالات متحده آمریکا واقع شده و ارتفاع کلی ریزشگاه آن ۴۰ فوت (۱۲ متر) است.